# Il romanzo di un ladro di cavalli
Il romanzo di un ladro di cavalli (Romansa konjokradice) è un film del 1971 diretto da Abraham Polonsky.
È un film d'avventura a sfondo drammatico con Yul Brynner, Eli Wallach e Jane Birkin. È ambientato nel 1905 in un villaggio al confine tra Prussia e Polonia.

## Trama
Nella Russia polacca, Stoloff, un cosacco in esilio ha acquisito il controllo di un villaggio ebraico. Gli abitanti del villaggio vivono di furti di cavalli sotto la guida di Kifke. Il regime di Stoloff è tollerato fino a quando non requisisce tutti i cavalli del villaggio per l'esercito russo. Naomi è stata via in Francia e le idee rivoluzionarie da lei divulgate ispirano la città a resistere. Questo però mette Naomi nei guai, da cui solo Kifke e il suo connazionale Zanvil la possono salvare. Zanvil è fortemente motivato in quanto innamorato di Naomi.

## Produzione
Il film, diretto da Abraham Polonsky su una sceneggiatura di David Opatoshu con il soggetto di Joseph Opatoshu, fu prodotto da Gene Gutowski per la Jadran Film. Alla produzione parteciparono anche International Film Company, Prima Cinematografica, RP Films, Filmsonor e Les Films Marceau.

## Distribuzione
Il film fu distribuito nel 1971 al cinema.
Alcune delle uscite internazionali sono state:
- in Jugoslavia nel 1971 (Romansa konjokradice)
- in Francia l'11 agosto 1971 (Le Roman d'un voleur de chevaux)
- negli Stati Uniti il 18 agosto 1971 (Romance of a Horsethief)
- in Italia il 19 agosto 1971
- in Finlandia il 3 dicembre 1971 (Hevosvarkaat)
- in Germania Ovest il 22 dicembre 1972 (Ein Kerl zum Pferdestehlen)
- in Danimarca il 5 novembre 1973 (De skaldede er ikke et hår bedre)
- in Spagna il 29 settembre 1975 (Romance de un ladrón de caballos)
- nel Regno Unito nel 1977
- in Grecia (O kleftis ton alogon)

## Critica
Secondo il Morandini il film "in cadenze di commedia rusticana è un amabile racconto d'avventure, recitato con simpatica esuberanza sopra le righe". Secondo Leonard Maltin il film è "un'opera profondamente sentita dal regista Polonsky e dall'attore e sceneggiatore Opatoshu che proprio non è riuscita".